# Dornheim
Dornheim là một đô thị ở huyện Ilm, in Thüringen, Đức. Đô thị này có diện tích 7,87 km², dân số thời điểm 31 tháng 12 năm 2006 là 583 người.